# Afonso Ernesto de Barros
Afonso Ernesto de Barros ComNSC (Marinha Grande, Marinha Grande, 13 de Março de 1836 - Figueira da Foz, 12 de Março de 1927), 1.º Visconde da Marinha Grande, foi um empresário, diplomata e filantropo português.

## Biografia
Filho de João Manuel Afonso da Costa de Barros e de sua mulher Antónia Emília da Piedade Afonso, neto paterno de Manuel Afonso da Costa de Barros e de sua mulher Maria Miquelina e neto materno de João Ferreira Gândara e de sua mulher.
Notável individualidade na Figueira da Foz, onde promoveu grandes realizações urbanísticas e beneficentes, entre elas a edificação dum Jardim-Escola, foi ali Presidente da Associação Comercial, Vice-Cônsul do Brasil e Provedor da Santa Casa da Misericórdia.
Foi feito 1834.º Comendador da Real Ordem Militar de Nossa Senhora da Conceição de Vila Viçosa por D. Luís I de Portugal a 31 de Agosto de 1882.
O título de 1.º Visconde da Marinha Grande foi-lhe concedido em uma vida por Decreto de D. Carlos I de Portugal de 30 de Junho de 1897.

## Casamentos e descendência
Casou primeira vez com Mariana da Ascensão da Costa da Guia (Figueira da Foz, São Julião da Figueira da Foz, 1842 - 22 de Janeiro/Novembro de 1883), filha de José da Costa da Guia e de sua mulher Mariana Miquelina de Paiva, neta paterna de Bernardo da Costa Carvalho e de sua mulher Maria da Guia e neta materna de Dionísio Gomes de Paiva e de sua mulher Caetana de Oliveira, com geração, e casou segunda vez com Maria Augusta Pedrosa Pinto Curado (? - 10 de Março de 1913), filha de Joaquim Pinto Curado e de sua mulher ... Pedrosa, neta paterna de Fernando Pinto Curado e de sua mulher Jerónima de Oliveira, sem geração. Entre os filhos e as filhas do primeiro matrimónio contou-se o notável Poeta e Prosador, Pedagogista e homem público Dr. João de Barros (1881-1960).